# Karaokê

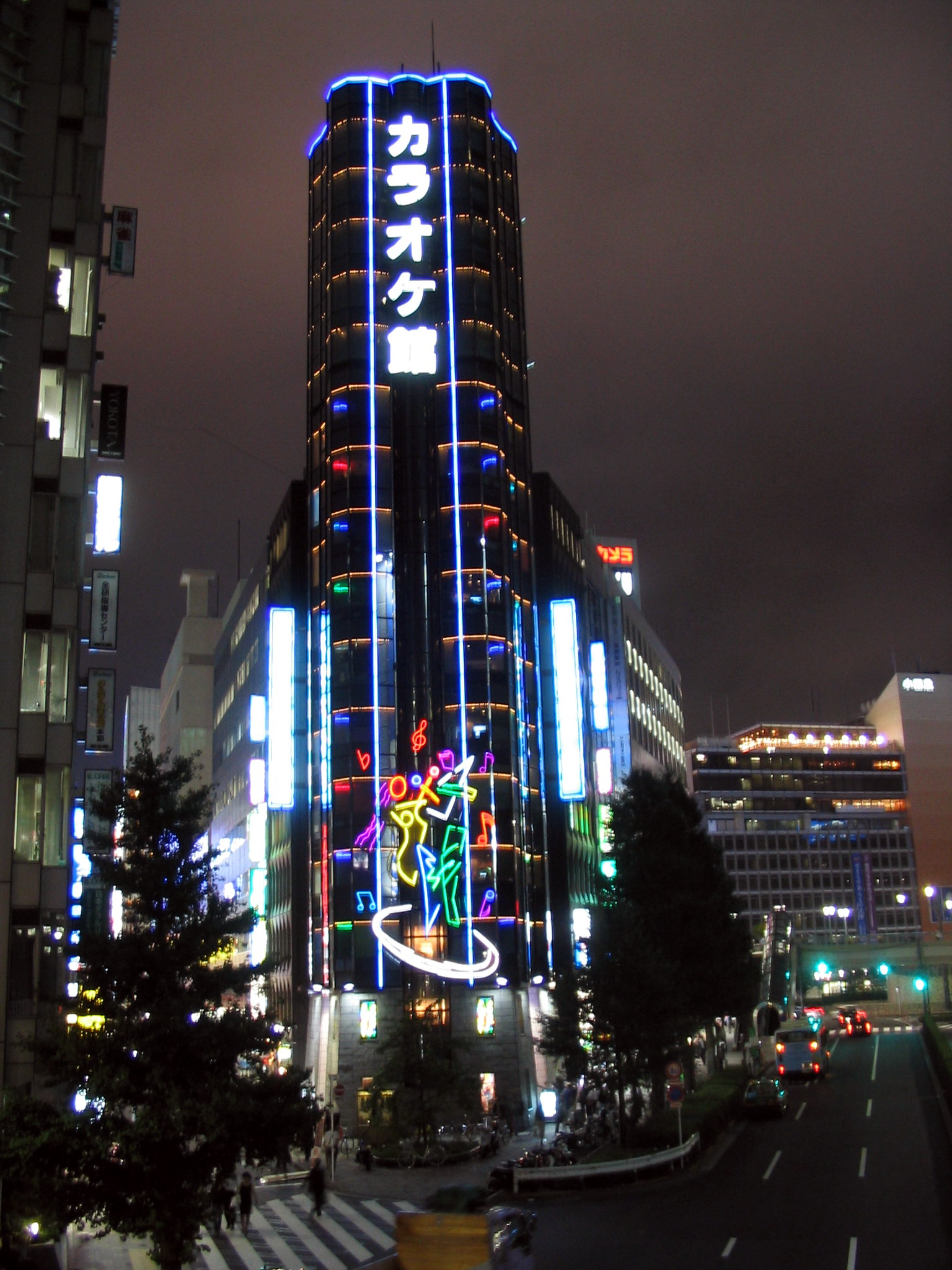
Estabelecimento da Karaoke-kan (カラオケ館), franquia popular de karaokê, em Shinjuku, Japão

Karaoke (カラオケ, Karaoke), karaokê ou caraoquê é um tipo de entretenimento interativo geralmente oferecido em clubes e bares, em que se canta por cima de uma música gravada, com a utilização de um microfone. A música em questão usualmente é uma versão instrumental de algum hit popular. As letras são geralmente exibidas em uma tela de vídeo, junto com um símbolo em movimento que muda de cor, ou imagens de videoclipe para guiar o cantor.

## Etimologia
A palavra "karaoke", na língua japonesa, é um substantivo formado pelas palavras kara (空; "vazia") e ōkesutora (オーケストラ; "orquestra").

## História
O karaokê foi inventado por Daisuke Inoue (nascido em 10 de maio de 1940 em Osaka), que, em 1971, montou e alugou os primeiros 11 aparelhos para bares em Kobe. Inoue lucrou pouco a sua invenção. Por ter pouco conhecimento do sistema de patentes, os aparelhos, fitas de reprodução e CDs de karaokê foram logo feitos pela indústria do entretenimento.
O pioneirismo da criação do Karaokê foi durante muito tempo alvo de controvérsias. Além de Daikuse Inoue, Shigeichi Negishi também afirmava ter criado o primeiro sistema de karaokê, tendo criado em 1967 o protótipo Sparko Box, que era operada por moedas e fichas.

## Tecnologia
A música tocada é gravada sem voz. Existem CDs de karaokê especiais, geralmente no formato CD+G. Estes CDs incluem a versão instrumental da música e as informações de texto. Ao tocar o CD, o cantor e o público podem ouvir a música e o cantor ler o texto na tela ao cantar a música. A maioria usa para orientar o trecho a ser cantado marcado em cores ou com uma animação.
As últimas gerações são chamadas "sistemas de karaokê" All-In-One (Magic Sing, Magic Mic, Magic Singalong). Estes são totalmente sem CDs: aqui, a escolha da música é armazenada em um chipe dentro do microfone, o que reduz a quantidade de equipamentos na utilização de forma significativa. Uma opção de baixo custo é se tocar a música de karaokê através da placa de som do computador. Há uma variedade de players de karaokê, tais como o programa de computador profissional Silverjuke ou o jogo para o PlayStation 2 SingStar.[carece de fontes?]
Atualmente há versões digitais para celulares, incluindo Android e iOS, além de vídeos no YouTube.

## Karaokê em Portugal
O karaokê chegou em 1991 ao Algarve, pelas mãos de duas irmãs irlandesas, sendo levado para o centro do país pela família Gameiro, os primeiros portugueses a fazer karaokê em Portugal. Com foco nos bares do distrito de Santarém, os proprietários da empresa "SOS som e luz profissional" abrilhantaram muitas horas de diversão, concursos nacionais e foram até os responsáveis pelo aparecimento de nomes consagrados da música atual, como Katia Guerreiro, que deu os seus primeiros passos na música acompanhada pelo karaokê num concurso de vozes nacionais. Cada música normalmente começa com o interlocutor chamando: "Ora!", e a sua respectiva resposta: "Pois!", dão início à disputa.[carece de fontes?]
José Gameiro, Pedro Gameiro, Rita Gameiro e Leontia apresentavam os seus espectáculos às quintas, sextas e sábados, por diferentes bares, discotecas, espectáculos ao ar livre e festas privadas, atuando todos os sábados sempre no "Carlos Bar", bar do Cartaxo que contava com a presença de vozes de todo o país para os diferentes concursos nacionais de karaokê que por lá passaram.[carece de fontes?]

## Karaokê no Brasil
No Brasil, quando se fala em karaokê, os imigrantes japoneses no Brasil, os nisseis, trouxeram o karaokê para o Brasil, e o bairro da Liberdade, em São Paulo, é o mais expoente da febre de karaokês no Brasil. Durante a pandemia, inúmeros estabelecimentos fecharam suas salas de karaokê, com alguns lugares reabrindo em 2022 e 2023.
falar em karaokê é falar sobre os concursos que acontecem nos fins de semana entre famílias nipônicas, além de concursos de suas comunidades. Nesses concursos, participam cantores amadores de diferentes categorias por nível técnico e idade. Em fevereiro, acontece o Paulistão de Karaokê, e, em julho, o Concurso Brasileiro da Canção Japonesa - Brasileirão.
Desde 2015 o Brasil faz parte do Karaoke World Championships, selecionando os melhores candidatos brasileiros para competir na final no exterior.